# Tales of Terror (banda)
Tales of terror fue una banda de hardcore punk de Sacramento, que estuvo en activo desde 1982 hasta 1986.

## Historia
La banda dio a conocer en 1984 un LP auto-titulado CD Presents. El LP es raro, y no ha sido lanzado en versión CD. Tales of Terror está también presentada en "Skate Rock 2" comp LP (Thrasher, 1984); "Rat Music for Rat People V2" comp LP (CD presents, 1984), y en "Them Boners Be Poppin" comp LP (Boner Records , 1995). Esta compilación incluye las canciones de Tales "Texas Against the World" y "LSD for Africa". Su canción "Ozzie" fue tocada por la banda de grunge, Green River ya que estos fueron influenciados por Tales of Terror.

## Miembros
La banda estaba formada por:
- Pat Stratford - vocales y guitarra
- Geoff Magner vocales y bajo
- Lyon Wong † vocales y guitarra
- Mike Thorpe batería

## Discografía
- Tales of Terror - LP, (1984)

- Datos: Q4822192